# Tara Risling
Tara Risling (Medicine Hat, 27 juli 1981) is een Canadees langebaanschaatsster.
In 2004-2005 werd Risling nationaal kampioene allround.

## Records

### Persoonlijke records[2]
| Afstand    | Tijd    | Datum            | Baan           |
| ---------- | ------- | ---------------- | -------------- |
| 500 meter  | 40.49   | 20 december 2004 | Calgary        |
| 1000 meter | 1:19.96 | 24 november 2006 | Calgary        |
| 1500 meter | 2:00.11 | 16 maart 2001    | Calgary        |
| 3000 meter | 4:11.83 | 25 januari 2003  | Salt Lake City |
| 5000 meter | 7:16.94 | 25 januari 2003  | Salt Lake City |